# Emisividad
La emisividad, llamada antiguamente emitancia, es la proporción de radiación térmica emitida por una superficie u objeto debido a su temperatura. La emisividad direccional espectral se define como la razón entre la intensidad  emitida por la superficie en una dirección particular y la intensidad que sería emitida por un cuerpo negro a la misma temperatura y longitud de onda. La emisividad total se obtiene por integración sobre todo el espectro electromagnético y todo el espacio. Cuanto más pequeño sea el valor de la emisividad, mejor aislante por reflexión será dicha superficie, siendo 1 el valor máximo.
Una cantidad relacionada es la absortividad, definida como la fracción de irradiancia recibida que es absorbida por un cuerpo. Toma valores entre 0 y 1. Para un cuerpo negro, la absortividad espectral es 1. Si la absortividad de un cuerpo es menor que 1, pero se mantiene constante para todas las longitudes de onda, este se denomina cuerpo gris.

## Coeficiente de emisividad
El coeficiente de emisividad (ε), es un número adimensional que relaciona la habilidad de un objeto real para irradiar energía térmica, con la habilidad de irradiar si este fuera un cuerpo negro:

{\displaystyle \epsilon ={\frac {\mbox{radiación emitida por una superficie}}{\mbox{radiación emitida si fuera un cuerpo negro}}}}

Un cuerpo negro, por consiguiente, tiene un coeficiente ε = 1, mientras que en un objeto real, ε siempre se mantiene menor a 1. 
Teniendo en cuenta la ley de Stefan-Boltzmann, la radiación emitida por una superficie real se expresa como una porción de la que emitiría el cuerpo negro y se expresa como:
| Símbolo                                    | Nombre                                             | Unidad      |
| ------------------------------------------ | -------------------------------------------------- | ----------- |
| {\displaystyle {\dot {Q}}_{\rm {emitida}}} | Flujo de calor                                     | W           |
| {\displaystyle \epsilon }                  | Emisividad                                         |             |
| {\displaystyle \sigma }                    | Constante de Stefan-Boltzmann 5.67 E-8 W / (m2 K4) | W / (m2 K4) |
| {\displaystyle A_{s}}                      | Área superficial del objeto                        | m2          |
| {\displaystyle T_{s}}                      | Temperatura superficial del objeto                 | K           |

## Cuerpo gris
La emisividad de una superficie depende de factores como su temperatura, el acabado, el ángulo de emisión y la longitud de onda de la radiación. Una suposición usada comúnmente en ingeniería, asume que la emisividad espectral de la superficie y la absortividad no dependen de la longitud de onda, siendo, por lo tanto, marcos ambos constantes. Esta regla se conoce como la "suposición del cuerpo gris". Aunque es común para examinar la "emisividad de un material" (tal como la emisividad de la plata altamente pulida), la emisividad de un material depende por lo general de su espesor. Las emisividades citadas para los materiales son para muestras de espesor infinito, por lo tanto, para muestras delgadas del material tienen un coeficiente de emisividad menor. De esta forma, definimos un cuerpo gris como aquel cuya emisividad es constante ante la longitud de onda. {\displaystyle \epsilon \neq \epsilon (\lambda )}
Un ejemplo de cuerpo gris es la pizarra.
La desviación de las propiedades térmicas de un material con respecto a las de un cuerpo negro está determinada por la estructura geométrica y la composición química, y sigue la ley de Kirchhoff para la radiación térmica, que establece que la emisividad es igual a absortividad para un objeto en equilibrio térmico. Así un cuerpo que no absorbe toda la radiación, no emite toda la radiación con respecto a un cuerpo negro.

## Emisividad de la atmósfera
La emisividad de la atmósfera terrestre varía de acuerdo con la capa de nubes y la concentración de los gases que absorben y emiten energía infrarroja (o sea, longitud de onda alrededor de 8 a 14 micrómetros). Estos gases son llamados gases de efecto invernadero, por su efecto en el efecto invernadero. Los principales gases que intervienen en este efecto son el vapor de agua, el dióxido de carbono, el metano y el ozono. El nitrógeno (N2) y el oxígeno (O2), principales constituyentes de la atmósfera, no absorben o emiten la energía infrarroja.

### Cuerpo gris astrofísico
La densidad de flujo monocromática emitida por un cuerpo gris a una frecuencia {\displaystyle \nu } a través de un ángulo sólido {\displaystyle d\Omega } representado como:

{\displaystyle F_{\nu }=B_{\nu }(T)Q_{\nu }d\Omega }

donde {\displaystyle B_{\nu }} es la función de Planck para la radiación de un cuerpo negro a una temperatura T y una emisividad {\displaystyle Q_{\nu }}. 
Para un medio uniforme de profundidad óptica {\displaystyle \tau _{\nu }}, el transporte radiativo significa que la radiación será reducida por un factor {\displaystyle e^{-\tau }}. La profundidad óptica es, por lo general, aproximada a la proporción de la frecuencia donde {\displaystyle \tau =1} se eleva a un coeficiente β. Para nubes de polvo frío en el medio estelar   β es aproximadamente 2. Por lo tanto, Q se convierte en,

{\displaystyle Q_{\nu }=1-e^{-\tau _{\nu }}=1-e^{-(\nu /\nu _{\tau =1})^{\beta }}}

## Emisividad entre dos paredes
Teniendo en cuenta dos muros paralelos cuyas superficies enfrentadas tienen emisividades respectivas
{\displaystyle \varepsilon _{1}} y {\displaystyle \varepsilon _{2}} en una longitud de onda determinada, una cierta fracción de la radiación de la longitud de onda del interior de una pared dejará esta y entrará en la otra pared. Por la ley de Kirchhoff sobre la radiación térmica, para una longitud de onda dada, cualquiera que sea parte de la radiación incidente sobre una superficie, desde ambos lados, que no pasa a través de la superficie como emisión hacia el otro lado, se refleja. Cuando esta radiación reflejada es despreciada, la proporción de la radiación emitida desde la primera pared es {\displaystyle \varepsilon _{1}}, y la proporción de que entrar en la segunda pared es por lo tanto igual a {\displaystyle \varepsilon _{1}\varepsilon _{2}}.
Cuando la reflexión se toma en cuenta, lo que no entra en la segunda pared se refleja de vuelta a la primera pared, en un principio, una cantidad del {\displaystyle \varepsilon _{1}(1-\varepsilon _{2})}. Una fracción del {\displaystyle 1-\varepsilon _{1}} de esto se refleja a continuación, volviendo a la segunda pared, aumentando así la emisión original de la primera pared. Estas reflexiones van y vuelven, disminuyendo su cantidad. Resolviendo para el estado estacionario da como la proporción total de radiación que penetra al segundo muro:

{\displaystyle {\varepsilon }_{1,2}={\frac {1}{{\frac {1}{\varepsilon _{1}}}+{\frac {1}{\varepsilon _{2}}}-1}}={\frac {\varepsilon _{1}\varepsilon _{2}}{\varepsilon _{1}+\varepsilon _{2}-\varepsilon _{1}\varepsilon _{2}}}}

Esta fórmula es simétrica, y la proporción de la radiación justo dentro de la segunda pared que entra en la primera pared es el mismo. Esto es cierto independientemente de lo que las reflexiones y absorciones tienen lugar dentro de las dos paredes, lejos de sus superficies enfrentadas, ya que la fórmula solo se refiere a la radiación que sale de una pared a la otra.